# Osservatorio MDM
L'osservatorio MDM (da Michigan-Dartmouth-MIT) è un osservatorio astronomico facente parte del complesso di Kitt Peak. È gestito da una collaborazione tra le università del Michigan, di Dartmouth, dell'Ohio, della Columbia e, in passato, del MIT.

## Telescopio Hiltner

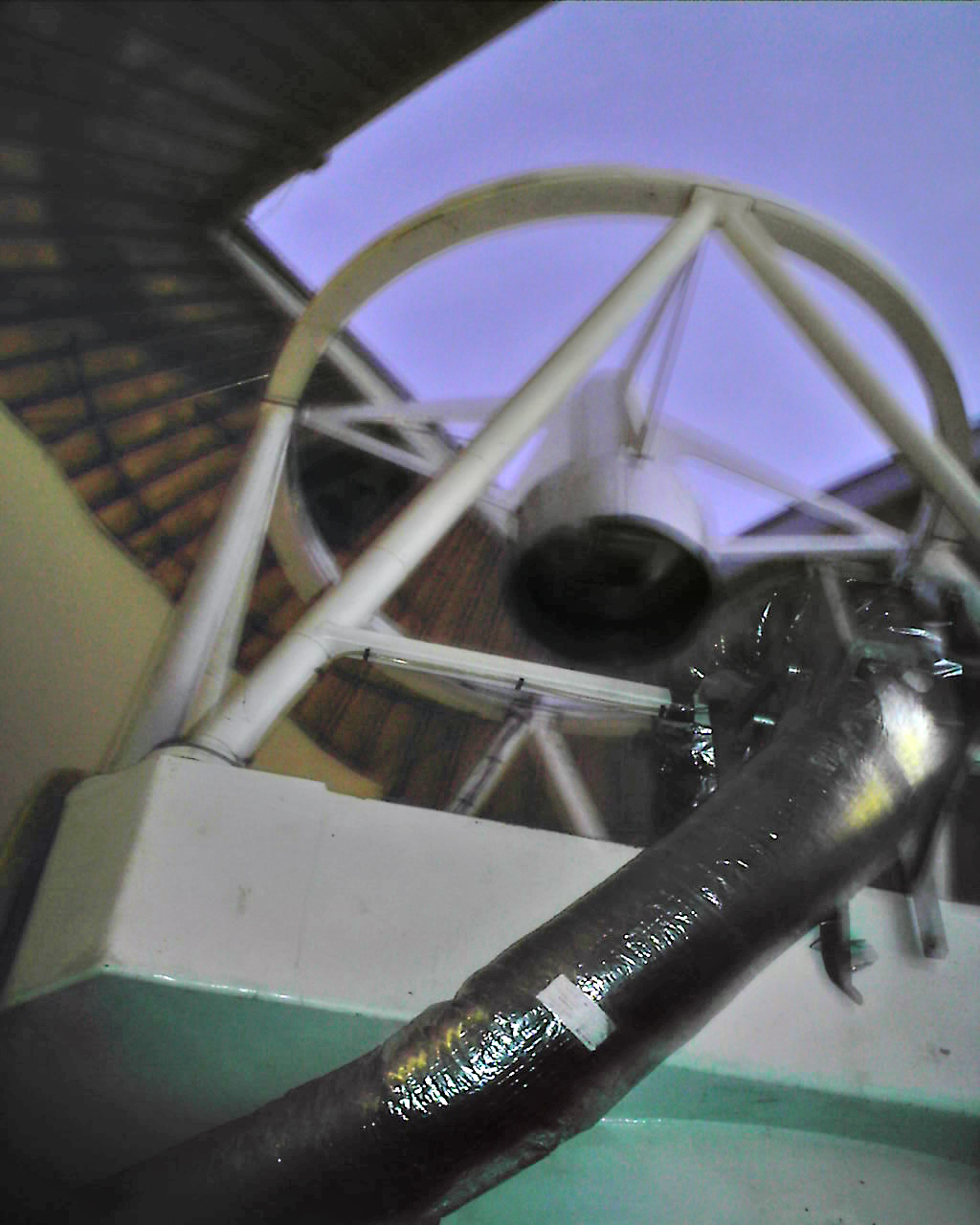
Telescopio Hiltner

Telescopio riflettore con specchio primario del diametro di 2,4 m e due diversi specchi secondari configurabili. È stato costruito nel 1986 e nel 1991 ne sono stati lucidati gli specchi.

## Telescopio McGraw-Hill

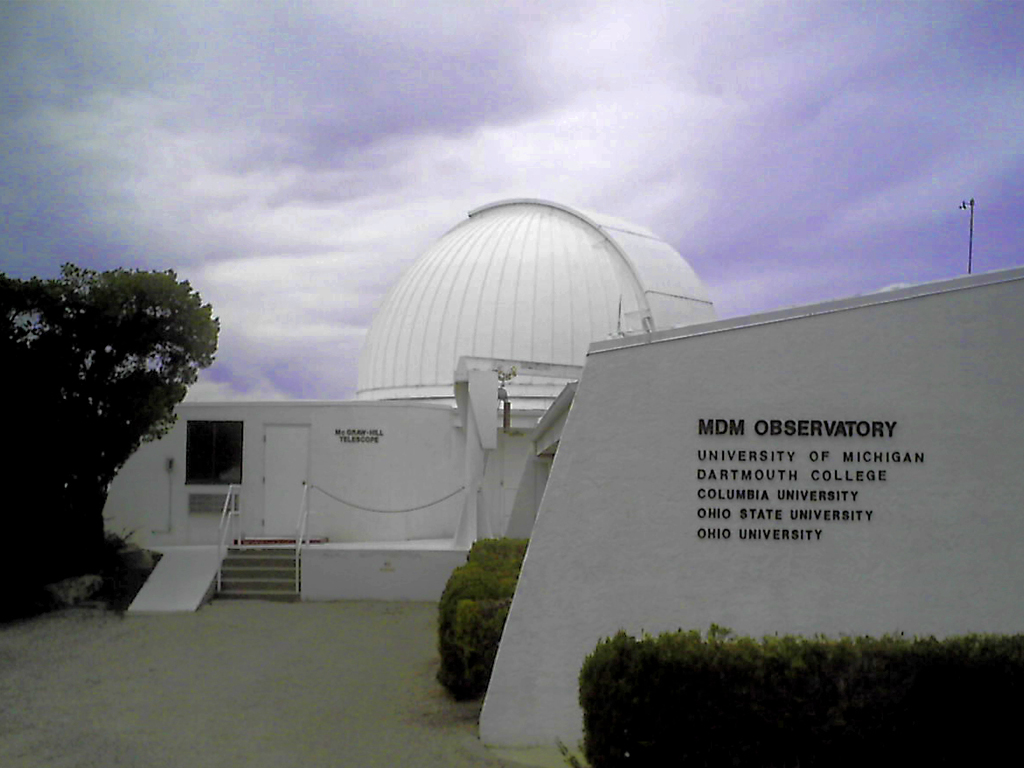
Telescopio McGraw Hill

Telescopio riflettore con lo specchio primario del diametro di 1,27 m e con due diversi specchi secondari configurabili. Prende il nome da questo telescopio l'asteroide 4432 McGraw-Hill.